# 원주대학
원주대학(原州大學, Wonju National College)은 대한민국 강원특별자치도 원주시에 있었던 국립 전문대학이다. 2007년 3월, 강릉대학교와 통합하여 강릉대학교 문화산업대학으로 승격 후 폐지되었다.
공립원주간호기술학교로 1967년에 설립되었고, 1982년 3월 국립으로 이관되며 원주전문대학으로 교명을 변경하고, 전문대학으로 개편되었다. 강릉대학교와 통합 후 2009년에 강릉원주대학교로 교명을 변경하고 원주캠퍼스로 통합하여 현재 이원화 캠퍼스 형태로 있다.
대한민국의 3개 국립 유치원 중 하나인 원주대학부설유치원이 설치되어 있으며, 통합 이후 강릉원주대학교부설유치원으로 이름을 변경하고, 여전히 원주시에 남아있다.

## 역사
원주대학은 1967년 3월 4일, 원주간호고등기술학교가 공립으로 설립이 인가되어 개교하였다. 이후, 1972년 12월 18일, 원주간호전문학교로 개편되고, 7년 뒤인 1979년 1월 1일에, 전문대학으로 재개편하여 원주간호전문대학으로 교명을 변경한다. 이때까지 간호학 특성화 교육기관이었지만, 1981년 10월 16일, 유아교육과가 신설되면서 1982년, 원주전문대학으로 교명을 변경하고, 국립으로 이관되며 본격적인 발전기에 들어선다. 다음해, 원주시 원인동 일원에서 지금의 교사가 위치한 원성군 흥업면(현 원주시 흥업면) 일원으로 옮기며 교사를 확장시킨다. 이후 공단 등이 발달하여 지역에 인재를 공급해야 하는 국립 대학에 대한 지역적 기대에 따라 공업 관련 전문학사 과정을 편제시켜 나갔고, 1999년 3월 1일, 원주대학으로 교명을 변경했다.
대한민국 교육인적자원부 등 교육당국의 국립대학 구조개혁 정책에 따라, 1946년 설립된 강릉사범학교를 모태로 둔 강릉대학교와 통합을 추진한다. 2005년 10월 5일, 양 대학은 통합 기본 합의서에 서명하고, 2006년 당국의 심사를 거쳐, 1년 뒤인 2007년 3월 1일, 원주대학이 강릉대학교 문화산업대학으로 변경되면서, 통합이 확정되었다. 이후 교명변경에 따른 각 대학의 갈등이 있었다.
양 대학이 합의를 거쳐 강릉원주대학교로 교명을 변경했으며, 원주캠퍼스로 자리잡았다.

## 교육편제
원주대학은 폐지되기 직전까지 유아교육과, 간호과, 전산정보처리과, 의상과 등 15개 전공을 설치하고 전문학사 학위 과정을 교수하였다.

## 사건과 비판

### 전산 오류로 인한 합격자 번복 사태
2001년 신입생을 대상으로 실시한 입시에서 내신 산정 방식이 변경되었음에도 이전 방식을 사용하다가 2022년 2월 3일, 합격자 발표 하루만에 대상 수험생 24명의 합격을 번복한 사건이다.

### 강릉대학교 통합을 비롯한 교명 변경에 관한 분쟁
2007년부터 약 2년간 원주대학과 강릉대학교가 지금의 강릉원주대학교 교명으로 변경하기 이전의 학내 교명 변경 문제를 두고 벌어진 사건들이다. 강릉시 지역사회와 강릉캠퍼스를 중심으로 지명을 포기할 수 없다는 주장을 관철하였고, 원주시 지역사회와 원주캠퍼스는 대학본부가 합의를 이행하지 않는다며 학내·외 구성원간의 갈등이 첨예하게 대립하고, 분쟁이 발생하였다.
2005년 10월 5일, 강릉대학교 한송 총장과 원주대학 황병수 학장은 교육인적자원부의 국립 대학 통합 정책에 따라 이원화 캠퍼스 체제의 한 대학이 될 것을 결정했다. 2006년 당국의 심의를 거쳐 2007년 양 대학은 강릉대학교로 통합되게 된다.
교명 변경 잡음은 통합 직후 발생했다. 구 원주대학 관계자들과 원주대학 총동문회, 기성회, 총학생회 등이 교명 변경을 촉구하기 시작했다. 학내 캠퍼스간 문제에 끝나지 않고 강릉시와 원주시 지역사회 및 시민단체 등도 교명 변경 분쟁에 참여하면서 불씨가 커졌다. 강릉지역의 경우, 강릉상공회의소 등에서도 나서 학교에 이의를 제기했고, 원주지역의 경우 시의회가 나서 학교에 교명 변경을 요구하기도 했다. 또한, 차기 총장 선거와도 맞물리며 분쟁이 더욱 심화되는 사태가 발생했다.
결국 2008년 3월 26일, 교명변경추진위원회는 절차를 통해 강릉원주대학교를 교명 변경안 1순위로 선정했으며, 이듬해 3월 1일 교명 변경이 승인되어 지금의 강릉원주대학교로 교명을 변경하여 분쟁은 일단락되었다.

## 같이 보기
- 국립강릉원주대학교